# Робинзон Крузо (фильм, 2003)
«Робинзон Крузо» (фр. Robinson Crusoë) — приключенческий телефильм совместного производства Франции, Британии и Канады, снятый по мотивам одноимённого романа Даниэля Дефо и вышедший в 2003 году.

## Сюжет
Сюжет фильма имеет существенные отличия от оригинальной книги Д. Дефо.
Робинзон жил с родителями до 18 лет. Он долго уговаривал отца, чтобы его отпустили в кругосветное плаванье, ведь это была самая большая мечта Крузо. После чего его отпускают в плаванье.
Робинзон Крузо — 60-летний владелец плантации сахарного тростника в Бразилии. В результате бунта на корабле его высаживают на необитаемый остров. На следующий день корабль попадает в шторм и разбивается вблизи того же острова. В останках корабля Робинзон находит нужные ему предметы быта и собаку Венеру, путешествовавшую с ним на корабле.
Робинзон обустраивает свой быт. Собака гибнет во время сильного наводнения.
Через некоторое время на острове высаживаются дикари с целью съесть воина из чужого племени. Робинзон спасает дикаря и учит его своему языку, дав ему имя — Пятница.
В отличие от оригинального сюжета в данном фильме Робинзон пробыл на острове не 28, а всего 15 лет.

## В ролях
| Актёр           | Роль                       |
| --------------- | -------------------------- |
| Пьер Ришар      | Робинзон Крузо             |
| Николя Казале   | Пятница                    |
| Мишель Перрон   | капитан «Санты-Лючии»      |
| Жан-Клод Леге   | старпом «Санты-Лючии»      |
| Мари Беро       | Изабель                    |
| Аврора Баснуэво | Мелани                     |
| Улик Анельо     | Альфредо                   |
| Жан-Бернар Коте | повар                      |
| Женнифер Лоре   | 20-летняя Изабель          |
| Майкл Раддер    | капитан «Чёрного принца»   |
| Стефан Демерс   | лейтенант «Чёрного принца» |
| Ги Леру         | бунтовщик                  |
| Жан-Раймон Шале | пассажир                   |